# Kongeå HK
Kongeå Håndboldboldklub har hjemmebane i Kongeåhallen i Gredstedbro. Klubben spiller i røde trøjer og hvide shorts. Klubbens højest rangerede damehold spiller per sæson 2015/16 i serie 2 i kreds 7. Klubbens højest opnåede niveau på damesiden er Jyllandsserien. Klubben har også et hold i serie 3. På herresiden spiller 1. holdet i sæsonen 2015/2016 i serie 2, imens 2. holdet spiller i serie 3.  
På børne og ungdomssiden har klubben hold i U8Mix, U10 drenge og U10 piger. U12 drenge samt U18 piger.  
Klubben har derudover "Små hænder" som er håndbold for dem mindste 3-6 år. Små hænder træner og leget med håndbolden 8 lørdage i løbet af sæsonen. 
I sen 90'erne var klubben kendt for sit talentudvikling, hvilket har resulteret i en række etablerede spillere i Håndboldligaen og 1. division på herresiden. Bl.a i Kolding IF Håndbold og Ribe HK.